# La Thune (chanson)
Pour l’article homonyme, voir La Thune.
Singles de Angèle
Je veux tes yeux
(2018) Jalousie
(2018)
Clip vidéo
[vidéo] « La Thune », sur YouTube
La Thune est une chanson de la chanteuse belge Angèle, sortie le 19 juin 2018. C'est le troisième single de son premier album Brol.

## Thème des paroles
Dans cette chanson, Angèle traite de la société avec les rapports qu'ont les gens avec les smartphones et les réseaux sociaux.
Aube Perrie, le réalisateur du clip de La Thune, explique que « ce n'est pas une critique vive des réseaux et smartphones, c'est de l'autodérision par rapport à nos comportements. Angèle sait qu'elle est la première à jouer ce jeu ».

## Liste des titres
| 1. | La Thune | Angèle Van Laeken | 3:22 |

| A1. | La Thune         | Angèle Van Laeken                              | 3:22 |
| B1. | La Loi de Murphy | Angèle Van Laeken, Veence Hanao, Matthew Irons | 3:13 |
| B2. | Je veux tes yeux | Angèle Van Laeken, Veence Hanao                | 3:29 |

## Classements et certifications
| Classement (2018-2020)                     | Meilleure position |
| ------------------------------------------ | ------------------ |
| Belgique (Flandre Ultratop 50 Singles)     | 39                 |
| Belgique (Flandre Ultratop 50 Airplay)     | 25                 |
| Belgique (Wallonie Ultratop 50 Singles)    | 9                  |
| Belgique (Wallonie Ultratop 50 Airplay)    | 14                 |
| Belgique (Wallonie Back Catalogue Singles) | 9                  |
| France (SNEP)                              | 15                 |
| France (SNEP Streaming)                    | 18                 |
| France (SNEP Téléchargements)              | 28                 |
| France (SNEP Ventes)                       | 9                  |

| Classement (2018)            | Position |
| ---------------------------- | -------- |
| Belgique (Wallonie Ultratop) | 47       |
| France (SNEP)                | 132      |

| Classement (2019) | Position |
| ----------------- | -------- |
| France (SNEP)     | 104      |

### Certification
| Pays | Certification | Ventes certifiées |
| --- | ------------- | ----------------- |
| Belgique (BEA)                                                                                            | Platine       | 20 000*           |
| France (SNEP)                                                                                             | Or            | 15 000 000‡       |
| *Ventes selon la certification xNon précisé par la certification ‡ventes/streaming selon la certification |               |                   |

## Historique de sortie
| Pays      | Date         | Format                    | Label     |
| --------- | ------------ | ------------------------- | --------- |
| Belgique, | 19 juin 2018 | Téléchargement, streaming | Angèle VL |
| Belgique, | 30 août 2018 | Vinyle maxi 45 tours      | Angèle VL |